# Cinturó de Gould
El cinturó de Gould és un anell parcial d'estrelles d'uns 3.000 anys llum d'amplada, situat uns 16 o 29 graus en direcció al pla galàctic. Conté nombroses estrelles de tipus 0 i B, i podria representar el braç espiral del qual el Sol forma part a uns 325 anys llum del seu centre: es pensa que podria tenir de 30 a 50 milions d'anys i d'origen desconegut. El seu nom es refereix a Benjamin Gould, que el va identificar el 1879.